# 카마르그

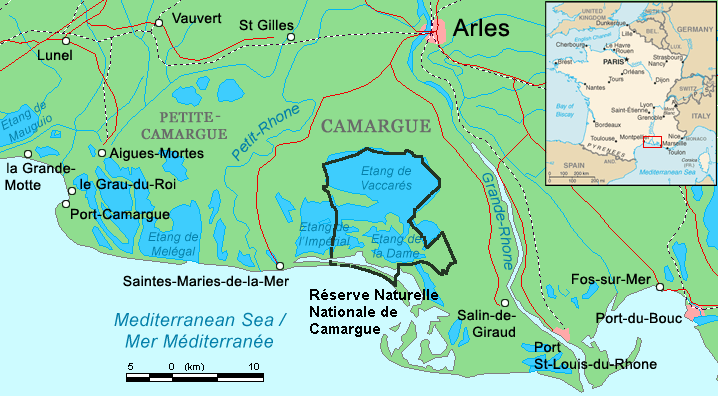
카마르그의 위치

카마르그(Camargue)는 프랑스 남부의 아를에서 분기한 론강과 지중해에 둘러싸인 삼각주 지대이다.

## 같이 보기
- 카마르그홍미